# Поп-арт
Поп-арт је уметнички правац у савременој уметности, који је настао 60-их година 20. века, а своје корене има у дадаизму и кубизму. Име правца дословно значи популарна уметност, а циљ ових уметника није стварање нових представа ствари већ софистицирани иронични уметнички коментар о стварима које намеће масовна култура, поигравајући се уједно са дотада постављеним границама присутности небитног и баналног у „високој” уметности.
Поп уметници су стварали слике које би свако ко је шетао Бродвејем могао да препозна у делићу секунде — стрипова, столова за пикник, панталона, познатих личности, завеса за туширање, фрижидера, боца кока-коле — свих тих сјајних модерних ствари које су апстрактни експресионисти свесно игнорисали.— Енди Ворхол

## Појам „поп-арт” и његов друштвено-економски контекст
Појам поп-арт је први пут употребио енглески ликовни критичар Ловренс Аловеј, 1958. године, када је описао послератни потрошачки начин живота. Иако су данас познатији амерички поп уметници, правац је паралелно настао у два центра, Лондону и Њујорку.
Поштовани енглески критичар Херберт Рид, у фронталном нападу на „поп-арт”, пожалио се: „Озбиљно схватити ову нечувеност значи упасти у замку коју су нам поставили. Нагоне нас да се дивимо глупостима, да бушимо балоне скалпелима”. Бројни апокалиптични гласови на најразличитијим географским ширинама изразили су своју осуду најављујући декаденцију цивилизације, узроковану том новом вулгарношћу која је нуспроизвод конкурентског капитализма. Ипак, због свега овога, „поп-арт” је један од уметничких и социолошких феномена који најбоље одражава стање касног капитализма кроз његове језике и идеологије.
Трошни израз „поп-арт” односи се на енглески израз „popular art” који су 1955. предложили Лесли Фидле (Leslie Fiedler) и Рејнер Банем (Reyner Banham). У њиховом схватању, израз „популарна уметност” се односио на широк репертоар популарних слика: рекламе, телевизију, филм, фотоновеле, стрипове, итд., односно иконографски репертоар урбане масовне културе. Холивуд, Детроит и Медисон Авенија — класични центри филмске, аутомобилске и рекламне продукције — производили су најбољу популарну културу, која је прихватана као чињеница и са усхићењем конзумирана. У свом почетном значењу, дакле, појам „популарна уметност” нема никакво критичко значење, јер није везан за анализу нити одбрану интереса нижих слојева друштва. Исто тако не упућује на романтичну и идеалистичку концепцију, односно на „народну уметност”, јер није настао од тог значења нити се односи на народне рукотворине које производе непознати људи без неке посебне естетичке свести и намере. Ово друго значење претпоставља романтичну теорију о уметности народа као целине и повезује се са аграрном и прединдустријском економском структуром.
„Популарно” у значењу „поп-арта” је лишено романтичне носталгије и пресвучено као социолошка категорија. У првој апроксимацији односи се на друштво маса у урбаној и индустријској култури. Појам маса се овде не разуме у смислу количине и броја. Далеко је такође од ранијих неретко погрдних модела блиских ранијим генерацијама. Није ни неки микросоциолошки појам, будући да је сада маса једна од манифестација друштвености или начин на који се појединац увезује са друштвеним тоталитетом. Ако се „поп-арт” повезује са урбаном и индустријском културом, то је зато што постоји дијалектички однос између маса и друштва: услови масовне производње, њихово порекло, поистовећују се са општим условима производње. То јест, нови услови и односи индустријске производње у капиталистичком систему створили су нове друштвене групације. Масе, дакле, не зависе само од производње, већ су засноване на начину на који појединци и корпорације производе. С друге стране, ширење производа на масе је предуслов за опстанак самог капиталистичког система.
„Масовна култура” је конкретан историјски феномен савременог доба, дефинисан следећим чиниоцима: масовна производња типична за моделе индустријске производње, публика-маса у већ поменутом смислу, и конкурентски производни односи са потребом да се непрекидно стимулише потрошња. „Популарна слика” се умеће у овај контекст. Производи се масовно и за масе. Друго, дистрибуира се и комуницира у складу са техникама различитих „масовних медија” (mass-media), међу којима такође владају закони конкурентности и законитости класног друштва. У овом последњем одређену постаје релевантна „потрошња”, митологизујућа реч која прикрива чињеницу да се производни процеси стално обнављају (циклично се појављују кризе), а да то не утиче превише — нимало у истој мери — у поменутим производним односима. Овим се дефинише „потрошачко друштво”.
Први енглески покрети „популарне слике” појавили су се 1950их, управо у време када је, према истакнутим економистима, на сцену избило „потрошачко друштво”. Из тог разлога, култура и уметност „популарне слике” су сасвим логична надградња најразвијенијих друштава касног капитализма. То је узрок њеног процвата у англосаксонском свету, посебно у Сједињеним Државама, и такође објашњава чињеницу да у највећем делу тадашње Европе скоро да се и не појављује све док одређени друштвени слојеви нису прешли праг неразвијености, односно, до масовније појаве тзв. „средње класе” (или буржоазије).
„Популарна уметност” у овом смислу такође поседује двострукост. Наиме, раздељује се на „популарну уметност масе” (урбане буржоазије) и популарну уметност елите (владајућих класа). Наизглед ова раздељеност потхрањује контрадикцију, јер је супротност са супериорном, класистичком уметничком културом, суштинска особина традиционалне популарне уметности, где елита брани своју културу и уметност од утицаја већине. Међутим, код нове елите ова класична супротност је донекле ублажена, јер нова елита користи исте масовне медије за ширење своје културе и уметности. Овај хоризонт су јасно уочили многи уметници „поп” и на овај или онај начин употребили у своју корист.
Познато је да су кроз историју уметници елите наметали уметничка правила и норме, преводећи стилске и симболичке обичаје владајућих класа. Та „висока уметност” је била обнављајући извор друштвено преовлађујућих естетских норми. Међутим, у контексту савременог света у ком се појавио „поп-арт”, ти појмови су наизглед постављени наглавачке, утолико што се елитна култура очигледно напаја из извора популарне уметности. Упркос овој фатаморгани, скупове обичаја и даље намеће владајућа класа. Оно што је посреди је стање једне сложене дијалектике. Откривено је да нове елитне класе касног монополистичког капитализма заиста и немају посебног интересовања за „високу културу”. А и ако га и имају, то је више успутно, као забава, и све док је тако успутно и посредно, не вређа осећања и оставља простор за управљање ширим друштвеним слојевима. По Маркузеовој добро познатој фрази, ово друштво „поништава високу културу” традиције. Висока уметничка култура не само да је у супротности са савременом друштвеном стварношћу у својој свести и усмерењу на мањину, већ се чак и њен елитистички карактер третира тек као „разменска вредност” за успостављени поредак, и никако као средство за управљање и контролу над дистрибуцијом у масовним размерама. Из свега овога произлази да „популарно” из различитих „масовних медија” није популарно у смислу да одговара интересима већина, већ је чешће и уопштено „фалација популарног” (заблуда популарног).
Тек кад се поменуте претпоставке схвате, могуће је разумети утицај „популарне слике” на уметност елите у авангардном „поп-арт” покрету. Мањинска, елитна уметност је овде подређена присуству масовне „популарне уметности”. Улог су масовни потрошачки производи „имућног друштва’’ и његовог потрошачког менталитета. У земљи којој је поп арт досегао свој максимални развој, Сједињеним Државама, његов врхунац је упоредан са легендарном Кенедијевом ером од 1960 – 1964, упркос чињеници да је био у супротности са идеалима тадашње визије „високог друштва” и што је превлађујући народни покрет био „anti-new-Frontier”. Али будући да је нова мода „поп” покренула долар, америчко „високо друштво” није имало о чему да брине и није сумњало да се ради о било каквој претњи. Нова индустрија, са своје стране, је у „попу” видела поље за експеримент са новим техникама рекламирања својих производа, како је указао председник гиганта индустрије цигарета Филипа Мориса. „Поп” култура касног капитализма, ширила се сразмерно кока-кола колонизацији света. Технике и теме масовних слика биле су хоризонт који су елитни уметници „поп” на неки начин већ предвидели. С друге стране, „популарна култура” је разбудила читав низ естетичких категорија као кич, и друге, разнолике поткултуре маса.

## Поп арт као авангардни покрет
Елитни поп арт се заснива на присвајању најучесталијих и најбаналнијих аспеката свакодневнице савременог индустријског потрошачког друштва. Наиме, широк репертоар популарних елемената са панораме употребних предмета свакодневнице увеличава до гигантских размера претварајући их у иконе свог савременог света.
Историјски гледано, поп-арту се могу наћи неки претходници у делу футуриста, Бочонија, Севернија и Каре. Дишанов дадаизам, његови редимејди, дело Френсиса Пикабије, Курта Швитерса, фотомонтаже Хартфилда и других сматрају се непосредним преседанима.
Језгро елитног попа у Енглеској је Независна група (— IG — Independent group) Института савремене уметности у Лондону, основана 1952. године, у којој се истакао уметник Ричард Хамилтон. Године 1955 Хамилтон је организовао изложбу „Човек, машина и покрет” (Man, Machine & Motion) у галерији Хатон (Hatton Gallery). Године 1956, у галерији Вајтчапел (Whitechapel Gallery) у Лондону отворена је изложба „Ово је сутра” (This is Tomorrow), где Хамилтон изложио један колаж који је сматран првим делом уметности „поп”: „Шта је то што данашње домове чини тако другачијим, тако привлачним?” (Just what is it that makes Today’s Homes so Different, so Appealing?).
Иако су се ове прве формулације уметности „поп” појавиле у Енглеској, консолидација покрета је типично амерички феномен. Предисторија америчке уметности „поп” иде све до 1962., године коначног прихватања. Већ 1961 галерије Грин и Лео Кастели почињу да промовишу покрет, а Р. Скал (R. Scull) се намеће као  један од њених првих колекционара. Из исте године је и изложба у Музеју модерне уметности у Њујорку „Уметност асамблажа” (The Art of Assemblage). Године 1962 уметност „поп” се појављује на насловним странама часописа Тајм, Лајф и Њузвик (Time, Life, Newsweek) и организују се изложбе „Ново сликарство предмета свакодневнице” (The new painting of common objects) у Музеју Пасадине и „Нови реалисти” (New Realists ) у галерији Сидни Џанис. Године 1964. уметност „поп” стиче међународно признање на Бијеналу у Венецији где Роберт Раушенберг добија прву награду за сликарство. Помпознија признања стижу на 4. документи у Каселу, 1968., и галерији Хејвуд (Hayward Gallery) у Лондону, 1969. године. Покрет се развија у фазама и различито у различитим земљама.

## Односи са другим покретима авангарде
Међу почетним проблемима о којима се највише расправља су они који се тичу односа уметности „поп” са претходним покретима авангарде. Ставови се поларизују у две струје: зависност или потпуни раскид. Међутим, у правцу уметности „поп” никада није помињан раскид нити поистовећивање са ранијом авангардом. Штавише, никада није био конгруентан покрет, а камоли програмски. Уметност „поп” произилази из низа синтаксичких, али пре свега семантичких, структурних наклоности, као последица на језичком нивоу увођења „популарних сликовних техника и митологија”. Уметност „поп” се не самопрокламује нити самодефинише, те су и из тог разлога међупојединачне и групне разлике тако изражене.

### „Поп” и апстрактни експресионизам
Неретко се помиње да је „поп” уметност реакција на апстрактни експресионизам. По овом схватању се њена објективност и безличност супротставља нагласку на „унутрашња стања душе” и субјективним аутоекспресивним садржајима. Треба напоменути да овде не постоји никаква веза код Енглеза и других Европљана. Међутим, у првој америчкој фази уметници као Џонс, Раушенберг и други, непосредно се ослањају на „акционо сликарство”. Џим Дајн је један од уметника који изјављује: „Моја веза са апстрактним експресионизмом је иста као она родитеља и деце.”

### „Поп” и „нова апстракција”
Неки аутори (Robert Rosenblum, Barbara Ellen Rose, Suzi Gablik) „поп” уметност повезују са покретима „нова апстракција” и „минимализмом” због употребе „хладних” (cool) техника и „чистоте” слике, наиме ослобођене уметниковог личног израза.

### „Поп” и „нова фигурација”
„Поп” потврђује континуитет „нове фигурације”. Али даље развија правац иконичке репрезентације. По схватању уметника „поп”, језик „нове фигурације” је недовољан у својој неодређеној формулацији. Англосаксонски свет је чак игнорисао „нову фигурацију”. У другим случајевима, експлицитно је истицано оно што је у њој било имплицитно. А то је зато што, супротно ономе што су неки мислили, нова фигурација није пристала да идеализује формалне проблеме. Она је имала смисла само уз комуникативна искуства пластичног знака одређеног изразитим и особеним потребама места и времена. Сликовит у овом погледу је однос сликара Франсиса Бејкона према раној фази енглеског „попа” и подршка коју је дао његовом настанку. За разлику од америчког, енглески „поп” је и даље суштински субјективан, и упркос иконографским аналогијамаи, изводи метафоричке, мултиевокативне синтезе.

### „Поп”, „дада-поп” и дадаизам
У почетку је било често мишљење да је „поп’’ просто повратак дадаизму. На овај начин би се поистоветио са новодадаизмом. Ово схватање је можда наглашеније и са више инсистирања у европској него у америчкој критици. То је било због чињенице да су многи судови о покрету заснивани на делима уметника „новог француског реализма”.
Најдиректнија веза и основ за ова мишљења је у првој америчкој фази уметности „поп”, што се очитује на изложби „Уметност асамблажа” (The Art of Assemblage, 1961), где су се истакла дела Дајна, Џонса, Кинхолца, М. Ескобара или „комбиноване” слике Раушенберга.

### „Поп” и асамблаж
Асамблаж није покрет ни правац модерне и савремене авангарде по себи, али је као техника и стратегија био значајан за „поп” уметност. Наравно и за многе друге раније авангардне покрете. Асамблаж — склоп, састав, спој — може укључити крпе, одећу, делове машина, фотографије, штампане речи, итд., набијене великом дозом асоцијативних значења. Елементи асамблажа су понекад мање изразити у значењу или су ограничени на саме елементе, или начине њиховог преображаја: филм, огледала, електрична светла, летве и комади дрвета, итд. Иконографски материјали побуђују постдадаистичку или надреалистичку носталгију. Асамблаж раскида са величањем уметничког дела у простору. Може се поставити на зид, на под, као и сваки други предмет, без предодређеног је места. Његови модалитети су различити, зависно од склоности уметника. Практикују га А. Капров, Дајн, Раушенберг и други. Уметнике асамблажа занимају остаци индустријске производње, машине или њихови делови. Касније ће то довести до усмерења која ће добити име „шокер’’ (Schocker), или „андерграунд поп” (Underground pop), или „фанк арт” (Funk art), већ више у вези са правцем критичког и политичког реализма. У америчкој „објективистичкој” фази „поп” уметности, везе са дадаизмом су значајно ослабиле. На пример, Дајн је на питање о својој вези са дадаизмом одговорио: „Не много, иако никада нисам имао разлога да се смејем тој ствари’’; Роберт Индијана је казао да његово дело никада „није било анти-уметничка дада манифестација’’; а, Том Веселман је био сасвим отворен: „То није имало никакве везе са мном”.

## Карактеристике
Уметници са западне обале САД, покушавају да, преко натприродне репродукције штампе и плаката, објасне технике графичке пропагнаде и њене последице.
Енглески поп-арт са Дејвидом Хокнијем, Аленом Џоунсом, Ричардом Хемилтоном, Питером Блејком, Питером Филипсом, Џимом Дином и Р. Б. Китајом, покушава да преко техника импровизације и спонтаности, прикупи елементе момента за властити креаторски репертоар. Карактеристично за све уметнике поп-арта је коришћење технике колажа, преко којег се затим иронично пласира витални садржај модерног човека, манипулисаног потрошачким друштвом, социјалним фетишизмом, преко тривијалних идола и потребе за чистим разбацивањем.
Тако поп-арт разоткрива парадоксе једне цивилизације условљене индустријским напретком, критикује модерну меркантилистичку културу и уједно учествује у самом њеном механизму.„Поп-арт жели, без икакве илузије, да ствари говоре саме за себе“, изјавио је једном приликом Енди Ворхол.

## Неки од мотива у поп- арту
Клаус Олденбург производи гигантске пластичне телефоне, купатила, утичнице и прекидаче прави од платна и облаже их провидном пластиком, (дајући им карактер надреалистичког садржаја), такође ствара монументалне торте и сендвиче које после излаже на трговима градова као јавне скулптуре. Том Веселман слика Грејт Америкен Нудс (Great American Nudes), претварајући Пин-ап Гламур у обичне стилизоване амблеме. Енди Ворхол проглашава конзерве супе и флаше кока коле суперзвездама исто онолико као што су то и филмски идоли и звезде рок-ен-рола.Рој Лихтенстајн указује на естетске вредности вињета из стрипа пресликавајући их на огромне табле, техником ретикулације.

## Поп-арт као уметничка форма
Интегрисање уметности у социолошки контекст, започето дадаизмом, представља и саму суштину уметности поп-арта. Правац настаје практично у исто време у САД и Енглеској. Његов главни циљ је уздизање наизглед баналних предмета и производа из модерне свакодневнице, у Уметност. Интересује се за естетске вредности тог тривијалног репертоара индустријске револуције у модерном друштву, чија је вредност, наизглед, само употребна и на који се после и не обраћа пажња. Такозвана „фигурација“ поп-арта, први пут се јавља у северноамеричкој уметности, када Роберт Раушенберг у својим комбајн пејнтингс (комбинованим сликама) користи индустријске производе, фотографије и комаде крпа као својеврстан колаж који треба да илуструје изложеност модерног човека неограниченом броју различитих визуелних стимула. У то време Џаспер Џонс прави слике чији је мотив национални симбол, застава САД, алтеришући и мењајући њихов препознатљиви колорит, играјући се ликовним формалистичким језиком, без наизглед, било каквих других претензија. Такође, слика реалистично и живим колоритом, конзерве пива Кембел, као ироничну антитезу апстрактном експресионизму.
Док су у Америци дадаистичке демонстрације против „Уметности“ са великим словом У, чиниле ћелију зачетницу поп-арта, у Енглеској је то била аутохтона поткултура, чије су главне медије за распростирање чинили рекламни плакати, жута штампа, илустрације научне фантастике и стрип.
Познати њујоршки уметници заједно са својим колегама са западне обале, Клаус Олденбург, Рој Ликтенстајн, Енди Ворхол, Том Веселман, Џејмс Розенквист, Вајне Тиебанд, и Едвард Роша, користе привлачне флуоресцентне боје, које модерни човек лако препознаје са неонских реклама, тржишних центара и индустрије спектакла, полазећи од њихове случајне егзистенције, трансформишући тако свакодневницу у један нови спектакл супер стар.

## Поп-арт у дизајну
Мода и уметност су јако утицале на дизајн производа и ниједан уметнички правац није имао такав снажан утицај на комерцијални дизајн као поп-арт. Поп уметници као што су Енди Ворхол, Џаспер Џонс, Рој Лихтенстајн, Роберт Индијана су окренули свет уметности наглавачке „цртајући” свакодневницу и рециклирајући је кроз иронију, сасвим ирелевантну дотадашњем схватању уметности. Енди Ворхол је јавно славио амерички конзумеризам у својим понављајућим сегментима призора икона популарне културе, супе Кембел или Елвиса Преслија. Иронично, али произвођачи почињу да употребљавају поп-арт у дизајну толико да његов сликовни репертоар постаје дио свакодневнице, као у случају поштанске марке LOVE коју је створио Роберт Индијана.

## Познати поп уметници
- Питер Блејк (Peter Blake)
- Дерек Бошијер (Derek Boshier)
- Патрик Колфилд (Patrick Caulfield)
- Димитриос (Dimitrios)
- Џим Дајн (Jim Dine)
- Марисол Ескобар (Marisol Escobar)
- Филип Гастон (Philip Guston)
- Кит Харинг (Keith Haring)
- Ричард Хамилтон (Richard Hamilton)
- Роберт Индијана (Robert Indiana)
- Џаспер Џонс (Jasper Johns)
- Ален Џоунс (Allen Jones)
- Јајои Кусама (Yayoi Kusama)
- Рој Лихтенстајн (Roy Lichtenstein)
- Питер Макс (Peter Max)
- Клаус Олденберг
- Едуардо Паолоци (Eduardo Paolozzi)
- Харитон Пушвагнер
- Мел Рамос (Mel Ramos)
- Роберт Раушенберг
- Џејмс Розенквист (James Rosenquist)
- Ед Рошеј (Ed Ruscha)
- Вејн Тибо (Wayne Thiebaud)
- Енди Ворхол (Andy Warhol)
- Том Веселман (Tom Wesselmann)

## Познати поп-арт уметници на Балкану
- Душан Оташевић
- Звонимир Лончарић